# 크리스티안 비엘리크
크리스티안 비엘리크(폴란드어: Krystian Bielik, 1998년 1월 4일 ~ )는 폴란드의 축구 선수로, 현재 잉글랜드 EFL 챔피언십의 웨스트브로미치 앨비언에서 활약하고 있다. 포지션은 센터백, 수비형 미드필더이다.